# 加里·克罗克
加里·克罗克（英語：Garry Croker，1964年11月2日—），澳大利亚男子乒乓球、轮椅橄榄球运动员。他曾代表澳大利亚参加1988年、1996年和2000年夏季残疾人奥林匹克运动会，获得一枚银牌。